# Deux enfants nus montés sur des sangliers jouant à la lance en présence de six autres enfants nus
Deux enfants nus montés sur des sangliers jouant à la lance en présence de six autres enfants nus est un dessin de l'artiste de la Renaissance italienne Raphaël réalisé vers 1502-1504, conservé au musée Condé à Chantilly.

## Description
Raphaël représente sur un grand carton aujourd'hui lacunaire, sans doute destiné à une fresque, des putti jouant sur des sangliers.

## Iconographie
L'iconographie renvoie au linteau de la porte principale de la Sala della Jole, au sein des pièces aménagées pour Frédéric III de Montefeltro au palais ducal d'Urbin, ville de naissance de Raphaël, un décor connu du jeune artiste : des angelots s'y adonnent à un tournoi à califourchon sur des montures porcines. Ici, les sangliers remplacent les cochons. 

## Technique
Ce dessin a été exécuté à la pierre noire et charbon de bois, avec des traces de stylet et de contours piqués pour le transfert. Il reste aujourd'hui deux fragments d'un carton fait de douze feuillets de papier assemblés, découpés irrégulièrement. Le fragment gauche mesure 54 x 64 cm et celui de droite 52,5 x 67 cm. Deux fûts croisés ou croix de saint André sont présents en filigrane trois fois sur les deux fragments.

## Analyse
Raphaël s'inspire très certainement de l'estampe d'Albrecht Dürer, Le Fils prodigue parmi les pourceaux (1496), et plus particulièrement de sa manière de représenter les sangliers, la tête allongée et les oreilles baissées. Il s'y montre aussi redevable du langage du Pérugin ou de Pinturicchio, dont on reconnait les mentons en galoche, les ventres bombés et les boucles hirsutes. Il s'en démarque cependant par un sens du mouvement inédit. L'œuvre peut-être datée de 1502-1504, juste avant le séjour à Florence d'un Raphaël encore marqué par le peinture ombrienne, si on la compare à d'autres enfants de sa main.